# HC Pustertal
Der HC Pustertal (ital.: HC Val Pusteria) ist ein italienischer Eishockeyverein aus Bruneck, Südtirol, der seit 2021 an der ICE Hockey League teilnimmt. Der bisher größte Erfolg der Vereinsgeschichte war der Gewinn der Coppa Italia 2011. In derselben Spielzeit, in der Folgesaison 2011/12 und in den Saisonen 2013/14 und 2015/16 schaffte der HC Pustertal jeweils den Einzug ins Finale um die italienische Meisterschaft. Die Mannschaft trägt ihre Heimspiele seit 2021 in der Intercable Arena aus, die über eine Kapazität von 3100 Zuschauerplätzen verfügt. Die Vereinsfarben sind schwarz und gelb.

## Geschichte

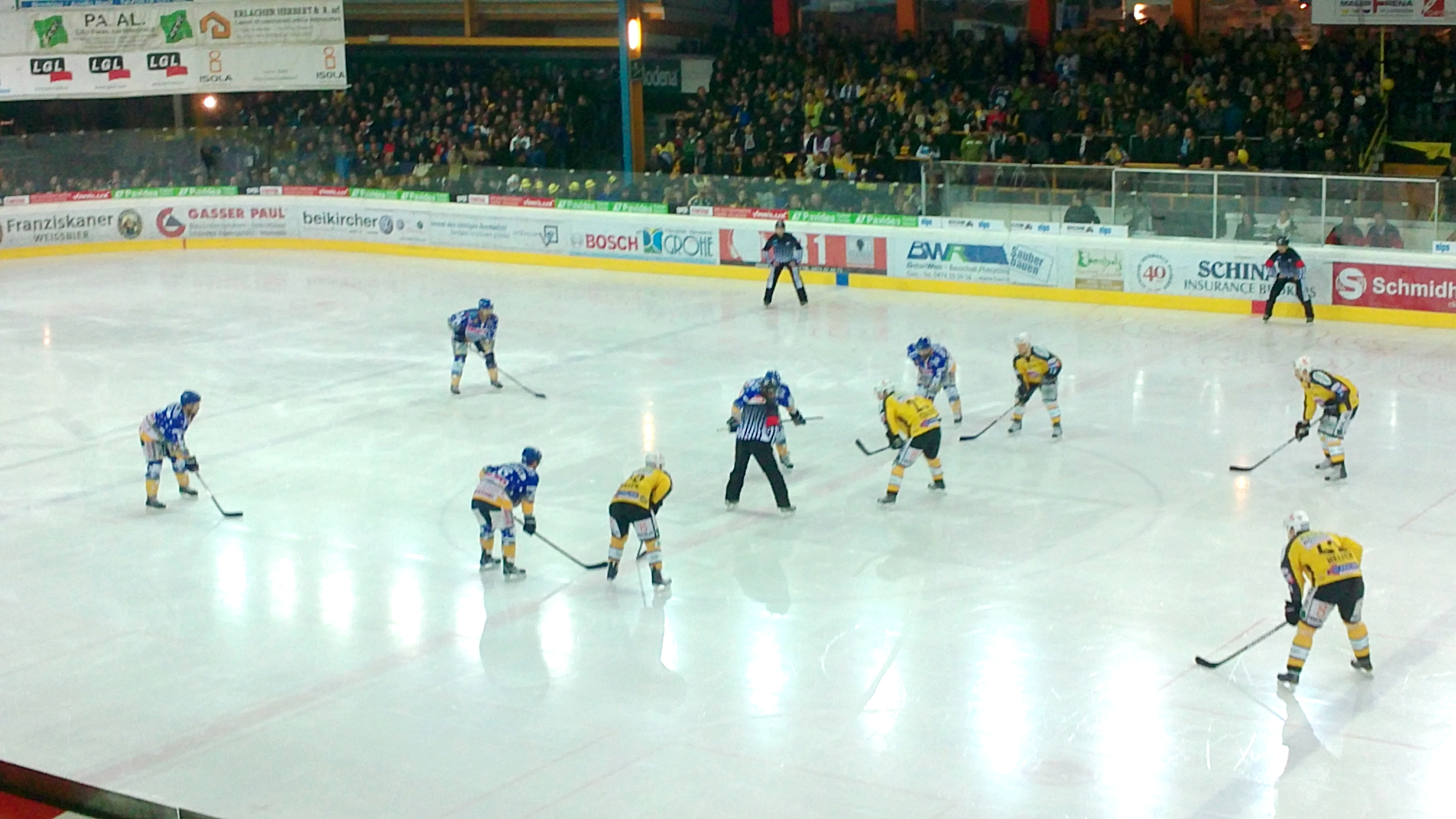
Erster Puckeinwurf Finalspiel 2010/11 Pustertal-Asiago

Der Verein wurde 1954 von dem Präsidenten Ernst Lüfter als EV MAK Bruneck gegründet. Zu Beginn der Vereinsgeschichte spielte und trainierte die Mannschaft auf einem Natureisplatz in Bruneck. Nach dem Gewinn der Serie B stiegen die Wölfe (ital.: Lupi) 1972 in die höchste Eishockeyspielklasse auf. Zuvor scheiterten sie in den Jahren 1968, 1969 und 1972 aufgrund der begrenzten Nutzbarkeit des „Rienzstadions“. Kurze Zeit später erhielt der Verein als Spielstätte eine Kunsteisanlage. In der Saison 1972/73 zeigte sich der Verein zum ersten Mal in der höchsten italienischen Liga, nämlich in der Serie A. Im gleichen Jahr wurde in Bruneck der Jugendsektor gebildet, der bis heute noch zu den größten und am besten organisiertesten in Italien gehört. Den „Wölfen“ gelang es, sich 30 Jahre in der höchsten italienischen Liga zu halten. Das beste Ergebnis in der Serie A1 war der zweite Platz in der Saison 1981/82, als man sich nur dem HC Bozen geschlagen geben musste. Zur Saison 2001/02 wurde der Verein schließlich von EV Bruneck in HC Pustertal umbenannt. Die gute Jugendarbeit in Bruneck trug bald ihre ersten Früchte: Bereits nach einigen Jahren gelang es einigen Jugendmannschaften einen Meistertitel zu sichern.

### Die letzten Spielzeiten
Saison 2007/08
Die Mannschaft um Trainer Jens Hellgren fand erst langsam ihren Rhythmus, blieb in der Tabelle aber stets im Vorderfeld. Der Abgang von Eriksson machte sich bemerkbar, auch auf der Centerposition agierte der HCP etwas unglücklich. Trotz Verletzungspechs (Bobby Russell, Zdeněk Sedlák) erreichte der HCP fast noch die Meisterrunde. In der Relegationsrunde ging es um die Vergabe der Playoff-Plätze, wo mit dem Tabellenersten wieder Ritten wartete. Als Außenseiter trotzten die „Wölfe“ den Rittnern immerhin ein „Spiel 4“ ab, alles in allem eine ordentliche Saison.
Saison 2008/09
Mit „Zimmerhofer-Hobag (ZH)“ als Hauptsponsor und Rookie-Trainer Stefan Mair wurde eine konkurrenzfähige Mannschaft verpflichtet, die jedoch zu Saisonbeginn wenig erfolgreich spielte. Die Fans hielten dem Team die Treue (erstmals hielt der Schnitt bei 2.000 Fans pro Spiel), und sie wurden belohnt. In einem regelrechten Finale am letzten Spieltag gegen Alleghe bedeutete das Empty-Net-Goal von Mika Alatalo den ersten Halbfinaleinzug nach 25 Jahren. Zum dritten Mal in Folge hieß der Playoff-Gegner Ritten. In der Best-of-7-Serie gelang dem HC Pustertal ein Sieg, insgesamt war Ritten das bessere Team.
Saison 2009/10
Weiterhin war „ZH“ der Hauptsponsor und Stefan Mair der Trainer des HC Pustertal. Für die „Wölfe“ begann die Saison sehr gut: Bereits nach kurzer Zeit gelang es ihnen, den ersten Platz der Tabelle zu übernahmen. Die Tabellenspitze konnte der HC Pustertal dann für 144 Tage halten. Erst kurz vor Ende der regulären Saison musste sie an den SV Ritten abgegeben werden. Ende Jänner kam die Mannschaft in eine kleine Krise: kurz vor dem eingeschobenen Italienpokalfinale folgte eine Niederlagenserie. Mitte Jänner wurde die Mannschaft mit Tomaž Razingar, Andrea Carpano und Gigi Da Corte für die entscheidende Phase der Meisterschaft nochmals verstärkt. Nach dem zweiten Platz nach der regulären Saison wartete im Viertelfinale der HC Alleghe, welcher mit vier Siegen in Folge besiegt wurde. Kurze Zeit später stellte sich heraus, dass die „Wölfe“ im Halbfinale auf Asiago Hockey (späterer Meister) treffen werden. Nach 0:2-Rückstand in dieser Serie gelang es dem HC Pustertal nicht mehr sich durchzusetzen und er verlor die Best-of-seven-Serie mit 2:4. Nach der Saison beendeten Marko Tuomainen, Jan Vodrážka und Gigi Da Corte ihre Karriere. Der Zuschauerdurchschnitt im Rienzstadion betrug gleich wie in den vorherigen Jahren knapp 2.000 Personen.
| Saison  | Liga     | Spiele | Siege (Overtime) | Unentschieden | Niederlagen (Overtime) | Tore | Gegentore | Grunddurchgang | Saisonabschluss                                 |
| ------- | -------- | ------ | ---------------- | ------------- | ---------------------- | ---- | --------- | -------------- | ----------------------------------------------- |
| 2007/08 | Serie A1 | 32     | 12               | 8             | 12                     | 90   | 98        | 5              | Niederlage in der Relegationsrunde gegen Ritten |
| 2008/09 | Serie A1 | 42     | 20               | –             | 16 (6)                 | 151  | 138       | 4              | Niederlage im Halbfinale gegen Ritten (4:1)     |
| 2009/10 | Serie A1 | 40     | 23 (2)           | –             | 13 (2)                 | 153  | 113       | 2              | Niederlage im Halbfinale gegen Asiago (2:4)     |
| 2010/11 | Serie A1 | 40     | 26 (2)           | –             | 10 (2)                 | 158  | 126       | 1              | Niederlage im Finale gegen Asiago (2:4)         |

Saison 2016/17
In der Saison 2016/17 gehörte der Verein zu den Gründungsmitgliedern der grenzübergreifenden Alpen Hockey Liga.

### Aufnahme in die ICE Hockey League
Ab 2016 gehörte der HC Pustertal zum Anwärter auf eine Aufnahme in die EBEL. Aufgrund des veralteten Stadions war dies jedoch mehrfach nicht möglich. Erst 2020, mit dem Start des Neubaus einer Eishockeyarena, wurden die Pläne konkreter. Zur Saison 2021/22 wurde der HC Pustertal schließlich in die ICE Hockey League aufgenommen. Die Debütsaison schloss der HCP überraschend auf dem fünften Platz ab; es gelang somit gleich in der ersten Saison die Direktqualifikation für die Playoffs. Dort scheiterten die Südtiroler im Viertelfinale am späteren Finalisten Fehervar AV19.
In der Saison 2022/23 konnte nicht an die Vorjahresleistungen angeschlossen werden, der HCP beendete die Saison auf dem 11. Platz und schied somit nach dem Grunddurchgang aus.
Die folgende Spielzeit, die Saison 2023/24, lief wieder deutlich besser. Als Achter nach dem Grunddurchgang qualifizierte sich der HCP für die Pre-Play-Offs, wo die Ränge 7–10 um die letzten zwei Tickets für das Viertelfinale kämpfen. Die Best-of-3 Serie gegen Olimpija Ljubljana entschieden die Südtiroler mit 2:1 für sich, die Teilnahme am Viertelfinale war somit gesichert. Wie schon im Vorjahr kam es zum Duell mit Fehervar AV19, das den Grunddurchgang als Zweiter beendete, wobei sich der HCP in diesem Jahr in der Best-of-7-Serie mit 4:3 behaupten konnte und damit unter den letzten Vier stand. Im Halbfinale bekamen es die Pustertaler dann mit Rekordmeister EC KAC zu tun. Die Kärntner setzten sich in der Serie mit 4:0-Siegen durch und beendeten die starke Saison des HC Pustertal.
Die Saison 2024/2025 war die vierte Saison, in der Pustertal an der ICE Hockey League teilnimmt. Zum dritten Mal in den letzten vier Jahren durfte sich der Verein über die Teilnahme an den Playoffs freuen. Die reguläre Saison wurde auf Platz 9 beendet; wie schon im Vorjahr kam es in den Pre-Play-Offs zum Duell mit Laibach. Der HCP entschied die Serie, wie schon im Vorjahr, für sich.
Im Sommer 2025 gab der HC Pustertal bekannt, dass mit der Falkensteiner Michaeler Tourism Group ein neuer Haupt- und Namenssponsor für die kommenden drei Saisonen gefunden wurde. Somit gehen die Wölfe ab der Saison 2025/2026 als HC Falkensteiner Pustertal aufs Eis.

## Mannschaft

### Kader der Saison 2025/26
Stand: 16. Juli 2025
| Nr. | Nat.               | Spieler              | Pos. | Geburtsdatum      | im Team seit | Geburtsort                   |
| --- | ------------------ | -------------------- | ---- | ----------------- | ------------ | ---------------------------- |
| 80  | Kanada             | Eddie Pasquale       | G    | 20. November 1990 | 2024         | Toronto, Ontario, Kanada     |
| 35  | Italien            | Jakob Rabanser       | G    | 18. Juni 2000     | 2025         | Brixen, Italien              |
| 24  | Vereinigte Staaten | Jonathon Blum        | D    | 30. Januar 1989   | 2025         | Long Beach, Kalifornien, USA |
| 77  |                    | Greg DiTomaso        | D    | 12. März 1996     | 2025         | Toronto, Ontario, Kanada     |
| 21  | Italien            | Daniel Glira         | D    | 25. März 1994     | 2020         | Innichen, Italien            |
| 11  | Danemark           | Markus Lauridsen     | D    | 28. Februar 1991  | 2025         | Gentofte, Dänemark           |
| 36  | Vereinigte Staaten | Austin Osmanski      | D    | 30. April 1998    | 2024         | East Aurora, New York, USA   |
| 55  | Italien Schweiz    | Luca Zanatta         | D    | 15. Mai 1991      | 2024         | Pieve di Cadore, Italien     |
| 40  | Italien            | Raphael Andergassen  | C    | 26. Februar 1997  | 2015         | Bozen, Italien               |
| 10  | Vereinigte Staaten | Cole Bardreau        | C    | 22. Juli 1993     | 2025         | Fairport, New York, USA      |
| 28  | Vereinigte Staaten | Henry Bowlby         | RW   | 14. Juni 1993     | 2025         | Edina, Minnesota, USA        |
| 54  | Italien            | Davide Conci         | LW   | 29. März 1996     | 2024         | Trento, Italien              |
| 46  | Italien            | Ivan Deluca          | LW   | 28. Juli 1997     | 2021         | Sterzing, Italien            |
| 67  | Italien Schweden   | Mikael Frycklund     | C    | 4. Mai 1993       | 2023         | Västerås, Schweden           |
| 37  | Italien            | Fabian Gschliesser   | F    | 2. März 2004      | 2024         | Sterzing, Italien            |
| 14  |                    | Alex Ierullo         | LW   | 30. Mai 1997      | 2025         | Woodbridge, Ontario, Kanada  |
| 93  | Kanada             | JC Lipon             | RW   | 10. Juli 1993     | 2025         | Regina, Saskatchewan, Kanada |
| 16  | Italien            | Alan Lobis           | C    | 18. Juni 2004     | 2025         | Bozen, Italien               |
| 22  | Italien            | Matthias Mantinger   | LW   | 22. April 1996    | 2021         | Bozen, Italien               |
| 34  | Italien            | Tommy Purdeller      | C    | 13. April 2004    | 2024         | Bruneck, Italien             |
| 45  | Vereinigte Staaten | Austin Rueschhoff    | F    | 9. September 1997 | 2025         | Wentzville, Missouri, USA    |
| 18  |                    | Nick Saracino        | F    | 20. Februar 1992  | 2025         | St. Louis, Missouri, USA     |
|     | Italien            | Luciano Zandegiacomo | F    | 16. Mai 2004      | 2025         | Pieve di Cadore, Italien     |

### Bekannte (ehemalige) Spieler
(Teamzugehörigkeit und Position in Klammern)
| - Niklas Eriksson (2005–2007, Angriff) Der ehemalige schwedische Nationalspieler fiel bereits in seiner ersten Saison in Bruneck sehr positiv auf und entwickelte sich zu einem Führungsspieler für die Mannschaft. Nach der Bestätigung im Sommer 2006 wurde er in der folgenden Saison zum Kapitän der Mannschaft gewählt. Nach einer erneut sehr guten Saison beendete er seine Karriere. | - Maurizio Mansi (1989–1993, 1997–1998, Verteidigung) Maurizio Mansi spielte im Jahre 1989 zum ersten Mal im Trikot der Wölfe. Anschließend blieb er für vier Jahre im Pustertal. Nach der Rückkehr gegen Ende der Saison 1997/98 entwickelte er sich in der verbleibenden Saison zu einem wichtigen Bestandteil der Brunecker Hintermannschaft und gab ihr neue Sicherheit und Stabilität. | - Miroslav Fryčer (1991–1992, Angriff) Miroslav Fryčer spielte mit den Wölfen parallel in der Serie A1 und in der Alpenliga. Im Angriff fiel er besonders dank seiner vielen Assists auf. Kurze Zeit nach seiner Saison in Bruneck beendete er die Karriere.                                                                     | - Bill Stewart (1986–1988, Verteidigung) Bill Stewart spielte im Jahre 1986 zum ersten Mal in der italienischen Serie A1, nämlich beim HC Pustertal. Er wurde in Bruneck mit großen Erwartungen unter Vertrag genommen. Nach seinem einjährigen Gastspiel in Bruneck wechselte er noch zu verschiedenen Mannschaften der italienischen Liga, bevor er 1995 seine Karriere beendete. |
| - Jan Alston (1992–1993, Angriff) Der im europäischen Eishockey vielerorts bekannte Jan Alston spielte mehrere Jahre in Italien und dabei auch ein Jahr für den HC Pustertal. In insgesamt 22 Spielen gelangen ihm 44 Skorerpunkte (29 Tore und 15 Assists). | - Philippe DeRouville (2004–2006, Torhüter) Philippe DeRouville spielte insgesamt zwei Jahre im Pustertal. Nach einer sehr guten ersten Saison beschloss der Verein im darauf folgenden Sommer seinen Vertrag für ein Jahr zu verlängern. Im Pustertal gelang ihm in der ersten Saison eine durchschnittliche Fangquote von 90,1 Prozent und in der zweiten 89,2 Prozent.                   | - Sandy Moger (2006–2007, Angriff) Sandy Moger fiel im Pustertal besonders wegen seines kleinen Spielstocks auf: er lauerte geschickt vor dem gegnerischen Tor und lenkte Schüsse seiner Mitspieler unhaltbar für den gegnerischen Torhüter ab. Zusammen mit Niklas Eriksson beendete er nach der Saison 2006/07 seine Karriere. | - Rem Murray (2009–2010, Angriff) Rem Murray wurde im Sommer 2009 mit großen Erwartungen unter Vertrag genommen. In der Mannschaft wurde der erfahrene NHL-Spieler schnell zu einem Führungsspieler und entwickelte sich zudem zum Vorbild für die Vereinsjugend. |

### Gesperrte Rückennummern
Folgende Nummern werden nicht mehr vergeben:
- #4 Martin Crepaz
- #26 Oskar Degilia
- #62 Armin Helfer

### Vereinsinterne Rekorde
| Beste Statistik während der Teamzugehörigkeit | Beste Statistik während der Teamzugehörigkeit   | Beste Statistik während der Teamzugehörigkeit                             | Beste Statistik während der Teamzugehörigkeit |
| --------------------------------------------- | ----------------------------------------------- | ------------------------------------------------------------------------- | --------------------------------------------- |
| Kategorie                                     | Name                                            | Anzahl                                                                    |                                               |
| Meiste Spiele                                 | Martin Crepaz Gerd Mayr Thomas Tinkhauser       | 863 (in 22 Spielzeiten) 637 (in 18 Spielzeiten) 583 (in 17 Spielzeiten)   |                                               |
| Meiste Tore                                   | Martin Crepaz Rick Bragnalo Max Oberrauch       | 306 (in 22 Spielzeiten) 286 (in neun Spielzeiten) 262 (in 16 Spielzeiten) |                                               |
| Meiste Vorlagen                               | Martin Crepaz Rick Bragnalo Max Oberrauch       | 524 (in 22 Spielzeiten) 423 (in neun Spielzeiten) 278 (in 16 Spielzeiten) |                                               |
| Meiste Punkte                                 | Martin Crepaz Max Oberrauch Wladimir Jeremin    | 830 (in 22 Spielzeiten) 540 (in 16 Spielzeiten) 448 (in 7 Spielzeiten)    |                                               |
| Meiste Strafminuten                           | Reinhold Oberhofer Martin Helfer Christian Mair | 747 (in 16 Spielzeiten) 615 (in 13 Spielzeiten) 444 (in 11 Spielzeiten)   |                                               |

(Statistik zum Ende der Saison 2008/09).

## Trainer
Der gebürtige Bozner Stefan Mair war von 2008 bis 2011 drei Spielzeiten lang Trainer des HC Pustertal. In seiner Amtszeit im Pustertal gelang ihm eine kontinuierliche Steigerung. Während er die Saison 2008/09 (Co-Trainer Mike Ellis) auf dem vierten und die Saison 2009/10 (Assistenztrainer Teppo Kivelä) auf dem dritten Tabellenplatz beendete, wurde er in der Saison 2010/11 Vizemeister (wiederum mit Teppo Kivelä an seiner Seite). Nach drei erfolgreichen Jahren in Bruneck (unter anderem erster Titelgewinn für den HC Pustertal beim Italienpokal 2010/11) wurde sein Vertrag nicht verlängert.
In der Saison 2021/22 entschied sich die Vereinsführung dazu, mit dem zur vorherigen Saison verpflichteten Coach Luciano Basile in die erste Saison in der ICE Hockey League der Vereinsgeschichte zu starten. Nach einem guten Meisterschaftsbeginn fielen die Leistungen ab und Raimo Helminen ersetzte Basile. Zur Saison 2022/23 wurde Stefan Mair verpflichtet, er musste seinen Platz aber bereits nach wenigen Wochen räumen. Daraufhin übernahm der Finne Tomek Valtonen, dessen Vertrag für die Saison 2023/24 verlängert wurde.
Nach einem erfolgreichen Start in die Saison 2023/24 (6 Siege in 6 Spielen) flachten die Leistungen ab und Valtonen verließ den Verein. Interimsmäßig übernahm der bisherige Co-Trainer Kasper Vuorinen die Leitung des Teams.
Im Mai 2024 gab der HC Pustertal die Verpflichtung von Jason Jaspers bekannt.
| Zeit                          | Trainer                                    | Assistent                                                    |
| ----------------------------- | ------------------------------------------ | ------------------------------------------------------------ |
| 1966/67                       | Donald Busch                               |                                                              |
| 1967–1969                     | Carmine Tucci                              |                                                              |
| 1969/70                       | Dennis Macks                               |                                                              |
| 1970/71                       | Carmine Tucci                              |                                                              |
| 1971–1973                     | Bryan Whittal                              |                                                              |
| 1973–1975                     | Heinz Bader                                |                                                              |
| 1975/76                       | Ilkka Laaksonen, Kaarle Tie, Sepp Olsacher |                                                              |
| 1976–1978                     | Břetislav Guryča                           |                                                              |
| 1978–1981                     | Gianfranco Da Rin                          |                                                              |
| 1981/82                       | Leon Devoin                                |                                                              |
| 1982/83                       | Tibor Vozar                                |                                                              |
| 1983–1985                     | Jaroslav Pavlu                             |                                                              |
| 1985/86                       | Karol Havasi                               |                                                              |
| 1986/87                       | Anders Kallur                              |                                                              |
| 1987–1989                     | Kurt Suen                                  |                                                              |
| 1989/90                       | Fredrik Nusström, Gianfranco Da Rin        |                                                              |
| 1990/91                       | Réal Paiement                              |                                                              |
| 1991/92                       |                                            |                                                              |
| 1992/93                       | Steve Smith                                |                                                              |
| 1993/94                       | Frank Carnevale                            |                                                              |
| 1994–1996                     | Nikolai Kasakow                            |                                                              |
| 1996–1998                     | Miroslav Fryčer                            |                                                              |
| 1998/99                       | Rick Bragnalo, Diego Scandella             |                                                              |
| 1999–2001                     | Diego Scandella                            |                                                              |
| 2001                          | Richmond Gosselin                          |                                                              |
| 2001/02                       | Matti Heikkila                             |                                                              |
| 2002/03                       | Frank Zbontar                              |                                                              |
| 2003–2005                     | Michael Shea                               |                                                              |
| 2005/06                       | Lasse Lundström                            | Mikael Kvarnström                                            |
| 2006/07                       | Rolf Nilsson                               | Mikael Kvarnström                                            |
| 2007/08                       | Jens Hellgren                              | Tommy Andersson                                              |
| 2008–2011                     | Stefan Mair                                | Mike Ellis (2008/09) Teppo Kivelä (2009–2011)                |
| 2011/12                       | Teppo Kivelä                               | Mikko Luovi                                                  |
| 2012/13                       | Paul Adey                                  | Herbert Frisch                                               |
| 2013/14                       | Mike Busniuk, Mario Richer                 | Christopher Oly Hicks                                        |
| 2014/15                       | Mario Richer                               | Elmar Parth                                                  |
| 2015/16                       | Mario Richer                               | Elmar Parth                                                  |
| 2016/17                       | Mark Holick                                | Ivo Machacka                                                 |
| 2017/18                       | Mark Holick, Petri Mattila                 | Ivo Machacka                                                 |
| 2018/19                       | Petri Mattila                              | Ivo Machacka                                                 |
| 2019/20                       | Petri Mattila                              | Matej Hočevar                                                |
| 2020/21                       | Luciano Basile                             | Matej Hočevar                                                |
| 2021/22                       | Raimo Helminen                             | Matej Hočevar                                                |
| August bis Oktober 2022       | Stefan Mair                                | Philippe Horsky                                              |
| November 2022 bis Januar 2024 | Tomek Valtonen                             | Philippe Horsky (bis Mai 2023) Kasper Vuorinen (ab Mai 2023) |
| Januar 2024 bis Mai 2024      | Kasper Vuorinen                            |                                                              |
| ab 2024/25                    | Jason Jaspers                              |                                                              |

## Spielstätten
| Zuschauerstatistik der letzten Jahre | Zuschauerstatistik der letzten Jahre | Zuschauerstatistik der letzten Jahre | Zuschauerstatistik der letzten Jahre |
| Saison                               | Heimspiele                           | Zuschauer                            | Zuschauer pro Spiel                  |
| ------------------------------------ | ------------------------------------ | ------------------------------------ | ------------------------------------ |
| 2001/02                              |                                      |                                      | 500                                  |
| 2002/03                              |                                      |                                      | 750                                  |
| 2003/04                              |                                      |                                      | 873                                  |
| 2004/05                              |                                      |                                      | 1.030                                |
| 2005/06                              |                                      |                                      | 930                                  |
| 2006/07                              |                                      |                                      | 1.420                                |
| 2007/08                              |                                      |                                      | 1.567                                |
| 2008/09                              | 21                                   | 40.551                               | 1.931                                |
| 2009/10                              | 25                                   | 43.881                               | 1.755                                |
| 2010/11                              | 28                                   | 48.350                               | 1.726                                |
| 2011/12                              | 28                                   | 52.100                               | 1.860                                |
|                                      |                                      |                                      |                                      |
| 2021/22                              | 26                                   | 37.348                               | 1.436                                |
| 2022/23                              | 24                                   | 51.326                               | 2.138                                |

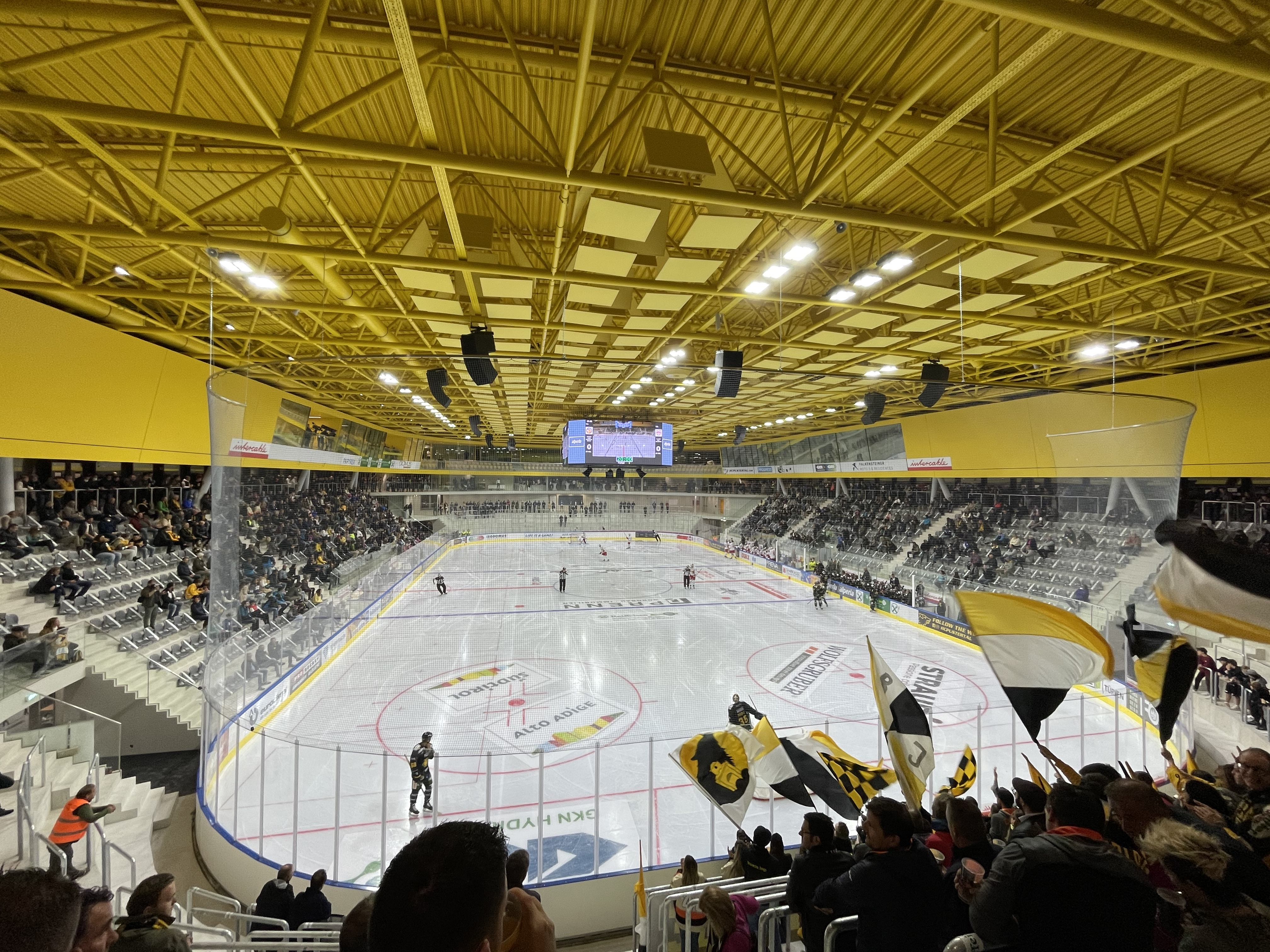
Innenansicht beim Eröffnungsspiel in der Intercable Arena

Seit Oktober 2021 trägt die Mannschaft ihre Heimspiele in der 3.100 Zuschauer fassenden Intercable Arena aus. Vorher spielte sie im Rienzstadion, das in der Saison 2006/07 mit durchschnittlich 1.454 Besuchern bei Ligaspielen das bestbesuchte Eisstadion in der ersten italienischen Liga war. In der Saison 2007/08 konnten die Zahlen auf durchschnittlich 1.800 Besucher und in der Saison 2008/09 auf 2.000 Besucher pro Spiel gesteigert werden. In der Saison 2009/10 gelang dem Verein ein Zuschauerdurchschnitt von 1.721, welcher nach dem des HC Valpellice der zweithöchste in der italienischen Meisterschaft in dieser Saison war. Das Stadion war zehn Mal in dieser Meisterschaft ausverkauft. 34.431 Menschen sahen sich in der regulären Saison dieser Saison die Spiele der „Wölfe“ an.
Im Oktober 2008 ging der Verein mit einer Brunecker Elektrofirma eine Partnerschaft ein. Im Gegenzug erhielt das Unternehmen die Namensrechte am Stadion, welches in „Leitner Solar Arena“ umbenannt wurde. Das Rienzstadion gehört somit zu den ersten Sportstadien in Italien, die ihre Namensrechte vermarkten.
Bei Beschluss des Abkommens ging man davon aus, dass auf dem Hallendach der Leitner Solar Arena von der Firma Leitner Solar Arena eine Photovoltaikanlage hinzugefügt wird. Da jedoch noch im selben Jahr einige Stimmen über das neue Stadion in der Schulzone von Bruneck laut wurden, entschied man sich aus diesem Grund keine Photovoltaikanlage zu montieren.
Vor der Saison 2014/15 folgte die Rückbenennung zu „Rienzstadion“.

## Vereinskultur

### Fans

#### Gestern
Anfang der 90er Jahre wurde der Fanclub „B.Y.W“ von verschiedenen Jugendlichen gegründet. Der Verein war zu diesem Zeitpunkt in einer etwas schwierigen Situation und stand kurz vor dem Abstieg in die Serie B. Der Fanclub bestand in dieser Form und mit diesem Namen etwa bis ca. 1998. Im Sommer 2003, nach der Euphorie in der Halbfinalserie der Serie A2 gegen Eppan, verbunden mit dem Wiederaufstieg in die Serie A1, wurde ein „neuer“ Fanclub gegründet: die „WOLVES 1896“.
Ein neues Spruchband, neue Fanclub-Trikots, eine neue Trommel und bengalische Feuer und Rauchbomben und neue Euphorie sollten das Rienzstadion wieder zu einer Festung werden lassen.
Jahr für Jahr wurde nicht nur der Fanclub angesehener, sondern auch die Teilnahme des „restlichen“ Publikums im Rienzstadion besser, was seit jeher ein großes Anliegen war. In den Saisons 2006 und 2007 gab es jeweils den besten Zuschauerschnitt in der Serie A1, verbunden mit einer einzigartigen Stimmung bei den Spielen der „Wölfe“.

#### Heute
Seit der Spielzeit 2021/22, in der der Verein in die neu errichtete Intercable Arena umzog, organisiert sich der Fanclub unter dem Namen „Rienzkurve“ (als Anlehnung an den Standort der vorherigen Heimspielstätte an der Rienz). Zudem gibt es bei jedem Heimspiel eine „Pregame-Show“ mit Lasern, Feuern und dem Einlauf- bzw. Pinkelritual des Maskottchens Rufus.
Des Weiteren organisiert der Fanclub zu einigen wichtigen Auswärtsspielen einen oder mehrere Fanbusse.

### Rivalitäten
Aufgrund der regionalen Nähe zu den HC Bozen und den SV Ritten erzeugen Spiele gegen diese Mannschaft eine besondere Brisanz. Der HC Bozen gilt seither als Erzfeind der „Wölfe“.

### Maskottchen
Als Maskottchen dient seit 2009 „Rufus“, ein kleiner Wolf, der vor dem Spiel mit seiner Präsenz auf dem Eis die Zuschauer auf das Spiel einstimmen möchte. Der Name für das Maskottchen wurde von einem Zuschauer bei einem Wettbewerb vorgeschlagen.

## Farmteamregelung
Von 2010 bis 2012 war der SV Kaltern aus der italienische Serie A2 das Farmteam des HC Pustertal. In der Saison 2012/13 arbeitete der HC Pustertal mit dem HC Meran als Farmteam. Sinn der Farmteamregelung ist der „Austausch“ von Jugendspielern, welche in der Serie A2 Spielpraxis erhalten oder sich in der Serie A1 beim HC Pustertal beweisen können.
Seit der Saison 2021/22 arbeitet der HC Pustertal mit dem WSV Sterzing Broncos und dem HC Falcons Brixen zusammen.